# 経済危機克服のための「有識者会合」

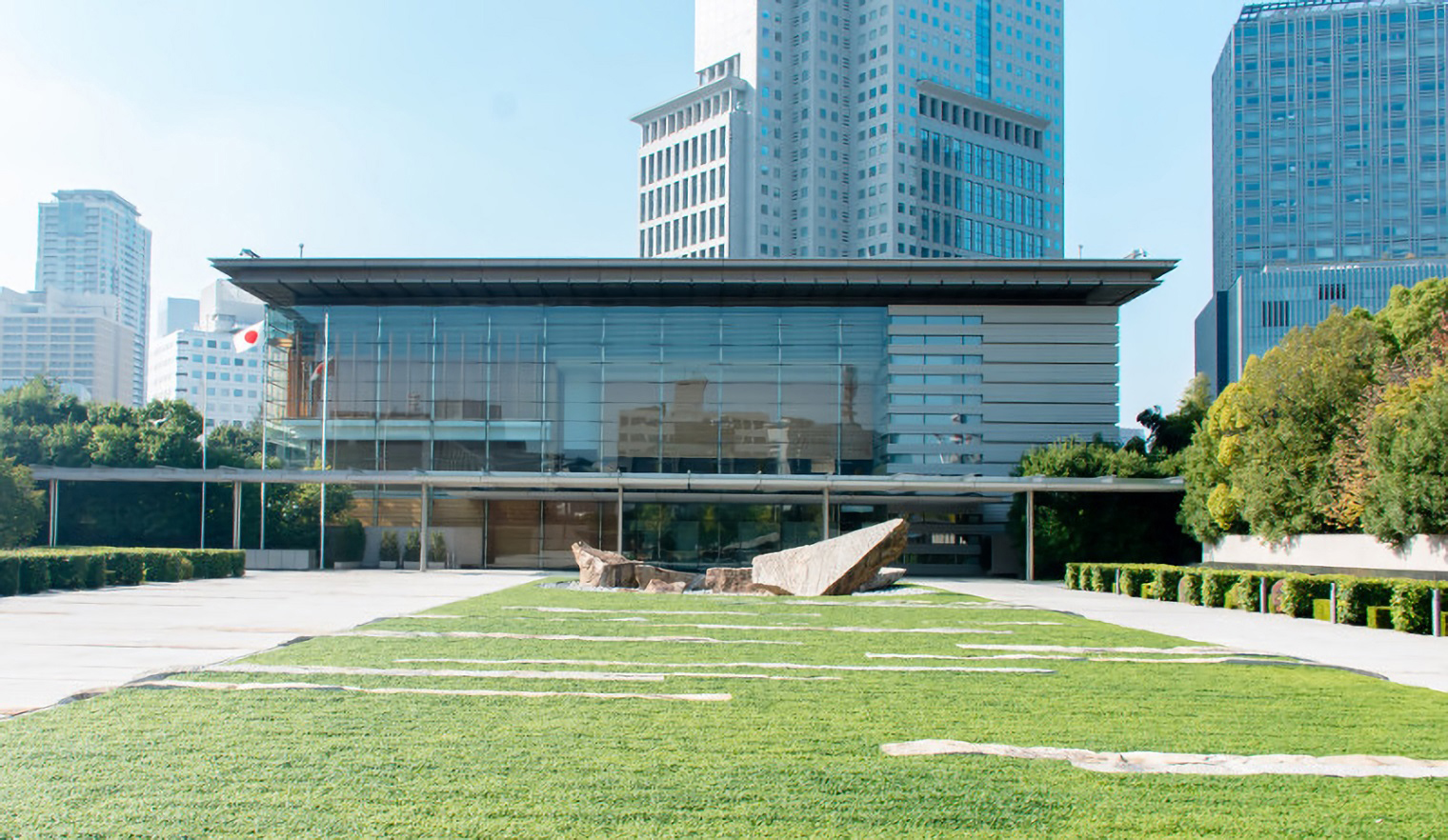
経済危機克服のための「有識者会合」が開催された総理大臣官邸

経済危機克服のための「有識者会合」（けいざいききこくふくのためのゆうしきしゃかいごう）とは、日本の内閣総理大臣が開催する会議の一つ。
報道などでは鉤括弧をつけずに経済危機克服のための有識者会合とも表記される。

## 概要
2009年、日本の急速な景気悪化を受け、財務大臣兼内閣府特命担当大臣（金融、経済財政政策）与謝野馨により、有識者から経済財政政策に関する意見を聴取する会議の設置が提唱された。同年、内閣総理大臣麻生太郎は「経済危機克服のための『有識者会合』」の開催を決定した。
2009年3月16日〜3月21日、経済危機克服のための「有識者会合」は総理大臣官邸にて開催された。出席者は経済財政諮問会議にほぼ準じており、内閣総理大臣、財務大臣兼内閣府特命担当大臣（金融、経済財政政策）などの関係国務大臣、日本銀行総裁、さらに経済財政諮問会議の民間出身議員が会議に出席した。有識者らは分野ごとに10のグループに分けられ、グループ別に意見の聴取が行われた。
分野ごとの会合は、全て内閣官房長官河村建夫が司会進行を務めた。また、麻生の失言を警戒した内閣総理大臣秘書官岡本全勝らは、報道各社に対し会合中の独自映像の撮影を禁じるとともに、政府のインターネット動画配信についても、当初予定していた会合の生中継を中止させ、録画中継とした。

## 議論
分野ごとの会合は最長でも1.5時間だったが、有識者は各会合で7〜12人となったため、有識者一人あたりの発言時間は数分にとどまった。そのため、松井証券社長の松井道夫は「3分というので、ストップウォッチを持ってきました」と発言した。しかし、有識者全員が持ち時間を守ったわけではなく、「地方自治体・地域経済」会合に出席した首長らは全員が持ち時間を大幅にオーバーした。
「金融」会合では、内閣府特命担当大臣（金融担当）の与謝野馨が金融機能強化法の資本注入や日本銀行の劣後ローン制度による金融機関の資本増強を提案したが、全国銀行協会会長・みずほ銀行頭取の杉山清次や全国地方銀行協会会長・横浜銀行頭取の小川是らは資本の自力調達をまず最優先する考えを示した。また、松井が株取引は悪だとする風潮の払拭を訴えたところ、内閣総理大臣の麻生太郎が松井の意見に同意しつつ「株屋というのは信用されていない」と発言した。発言内容に驚いた内閣官房長官の河村建夫は、書類で机を叩いて音を立て、麻生の注意を引いて自制を促そうとしたが、麻生はそれに気づかずそのまま発言を続けた。会合後、日本証券業協会会長の安東俊夫は「日本ではまだそういうとらえ方をしている方が多いのが事実だからそういう言葉を使ったのだろう。好ましいことじゃない、もちろん」と苦言を呈した。松井も「一般の人が持つ意識を表現したのだと思う。全く的外れとは感じない」と述べている。
また、会合中、麻生は株式投資について「株をやっていると言ったら、田舎では何となく怪しげですよ」と指摘し「あの人は貯金をしている。でも、あの人は株をやっているんだってさと言ったら、今でも何となくまゆにつばをつけて見られる」と発言した。後日、衆議院議員の鈴木宗男は発言を撤回する考えはないか質したが、政府は発言の撤回を拒否する答弁書を閣議決定した。

## 構成
| 経済危機克服のための「有識者会合」        | 経済危機克服のための「有識者会合」 | 経済危機克服のための「有識者会合」                     |
| グループ                                  | 氏名                               | 備考                                                   |
| ----------------------------------------- | ---------------------------------- | ------------------------------------------------------ |
| エコノミスト・学識経験者                  | 伊藤元重                           | 東京大学大学院経済学研究科研究科長                     |
| エコノミスト・学識経験者                  | 翁百合                             | 日本総合研究所理事                                     |
| エコノミスト・学識経験者                  | 河野龍太郎                         | ビ－・エヌ・ピ－・パリバ証券会社チーフエコノミスト     |
| エコノミスト・学識経験者                  | 田中明彦                           | 東京大学大学院情報学環教授                             |
| エコノミスト・学識経験者                  | 中谷巌                             | 三菱UFJリサーチ&コンサルティング理事長                 |
| エコノミスト・学識経験者                  | 深尾光洋                           | 慶應義塾大学商学部教授                                 |
| エコノミスト・学識経験者                  | リチャード・クー                   | 野村総合研究所主席研究員                               |
| エコノミスト・学識経験者                  | ロバート・フェルドマン             | モルガン・スタンレー証券経済調査部部長                 |
| 経済界 （農林水産業・運輸業・不動産業等） | 飯塚昌男                           | 日本林業協会会長                                       |
| 経済界 （農林水産業・運輸業・不動産業等） | 岩沙弘道                           | 不動産協会理事長                                       |
| 経済界 （農林水産業・運輸業・不動産業等） | 岡部正彦                           | 日本物流団体連合会会長                                 |
| 経済界 （農林水産業・運輸業・不動産業等） | 中須勇雄                           | 大日本水産会会長                                       |
| 経済界 （農林水産業・運輸業・不動産業等） | 西松遙                             | 定期航空協会会長                                       |
| 経済界 （農林水産業・運輸業・不動産業等） | 畠山正夫                           | 全国農業協同組合中央会副会長                           |
| 経済界 （農林水産業・運輸業・不動産業等） | 福田高志                           | アイスクウェア社長                                     |
| 経済界 （農林水産業・運輸業・不動産業等） | 星野佳路                           | 星野リゾート社長                                       |
| 研究開発・教育・成長インフラ              | 荒瀬克己                           | 京都市立堀川高等学校校長                               |
| 研究開発・教育・成長インフラ              | 安西祐一郎                         | 慶應義塾塾長                                           |
| 研究開発・教育・成長インフラ              | 黒田玲子                           | 東京大学大学院総合文化研究科教授                       |
| 研究開発・教育・成長インフラ              | 近藤駿介                           | 原子力委員会委員長                                     |
| 研究開発・教育・成長インフラ              | 榊原定征                           | 東レ社長                                               |
| 研究開発・教育・成長インフラ              | 白井克彦                           | 早稲田大学総長                                         |
| 研究開発・教育・成長インフラ              | 野依良治                           | 理化学研究所理事長                                     |
| 研究開発・教育・成長インフラ              | 吉川弘之                           | 産業技術総合研究所理事長                               |
| 雇用・人材開発                            | 大久保幸夫                         | リクルートワークス研究所所長                           |
| 雇用・人材開発                            | 勝間和代                           | 公認会計士                                             |
| 雇用・人材開発                            | 北脇保之                           | 東京外国語大学多言語・多文化教育研究センターセンター長 |
| 雇用・人材開発                            | 古賀伸明                           | 日本労働組合総連合会事務局長                           |
| 雇用・人材開発                            | 小杉礼子                           | 労働政策研究・研修機構統括研究員                       |
| 雇用・人材開発                            | 清家篤                             | 慶應義塾大学商学部教授                                 |
| 雇用・人材開発                            | 山田久                             | 日本総合研究所調査部ビジネス戦略研究センター所長       |
| 地方自治体・地域経済                      | 岩田一郎                           | 奥出雲町町長                                           |
| 地方自治体・地域経済                      | 笠松和市                           | 上勝町町長                                             |
| 地方自治体・地域経済                      | 清原慶子                           | 三鷹市市長                                             |
| 地方自治体・地域経済                      | 佐藤俊彰                           | ホクレン農業協同組合連合会会長                         |
| 地方自治体・地域経済                      | 髙木繁雄                           | 北陸銀行頭取                                           |
| 地方自治体・地域経済                      | 橋下徹                             | 大阪府知事                                             |
| 地方自治体・地域経済                      | 東国原英夫                         | 宮崎県知事                                             |
| 地方自治体・地域経済                      | 古田肇                             | 岐阜県知事                                             |
| 地方自治体・地域経済                      | 本田敏秋                           | 遠野市市長                                             |
| 社会保障                                  | 大久保満男                         | 日本歯科医師会会長                                     |
| 社会保障                                  | 唐澤祥人                           | 日本医師会会長                                         |
| 社会保障                                  | 京極髙宣                           | 国立社会保障・人口問題研究所所長                       |
| 社会保障                                  | 児玉孝                             | 日本薬剤師会会長                                       |
| 社会保障                                  | 竹中ナミ                           | プロップ・ステーション理事長                           |
| 社会保障                                  | 中田清                             | 全国老人福祉施設協議会副会長                           |
| 社会保障                                  | 久常節子                           | 日本看護協会会長                                       |
| 社会保障                                  | 日野原重明                         | 聖路加国際病院理事長                                   |
| 社会保障                                  | 堀田力                             | さわやか福祉財団理事長                                 |
| 社会保障                                  | 矢崎義雄                           | 国立病院機構理事長                                     |
| 社会保障                                  | 山本修三                           | 日本病院会会長                                         |
| 社会保障                                  | 湯浅誠                             | 反貧困ネットワーク事務局長                             |
| 金融                                      | 足助明郎                           | ゴールドマン・サックス証券会長                         |
| 金融                                      | 安東俊夫                           | 日本証券業協会会長                                     |
| 金融                                      | 大前孝治                           | 全国信用金庫協会会長                                   |
| 金融                                      | 小川是                             | 全国地方銀行協会会長                                   |
| 金融                                      | 杉山清次                           | 全国銀行協会会長                                       |
| 金融                                      | 平野英治                           | トヨタファイナンシャルサービス取締役                   |
| 金融                                      | 松井道夫                           | 松井証券社長                                           |
| 金融                                      | 安居祥策                           | 日本政策金融公庫総裁                                   |
| 低炭素・環境                              | 青木哲                             | 日本自動車工業会会長                                   |
| 低炭素・環境                              | 柏木孝夫                           | 東京工業大学統合研究院教授                             |
| 低炭素・環境                              | 勝俣恒久                           | 東京電力会長                                           |
| 低炭素・環境                              | 黒川清                             | 政策研究大学院大学教授                                 |
| 低炭素・環境                              | 小宮山宏                           | 東京大学総長                                           |
| 低炭素・環境                              | 崎田裕子                           | 持続可能な社会をつくる元気ネット理事長                 |
| 低炭素・環境                              | 末吉竹二郎                         | 国際連合環境計画金融イニシアチブ特別顧問               |
| 低炭素・環境                              | 町田勝彦                           | シャープ会長                                           |
| 経済界 （製造業・サービス業）             | 岡村正                             | 日本商工会議所会頭                                     |
| 経済界 （製造業・サービス業）             | 桑島俊彦                           | 全国商店街振興組合連合会理事長                         |
| 経済界 （製造業・サービス業）             | 小林栄三                           | 伊藤忠商事社長                                         |
| 経済界 （製造業・サービス業）             | 坂根正弘                           | 小松製作所会長                                         |
| 経済界 （製造業・サービス業）             | 島正博                             | 島精機製作所社長                                       |
| 経済界 （製造業・サービス業）             | 新浪剛史                           | ローソン社長                                           |
| 経済界 （製造業・サービス業）             | 藤野雅彦                           | 全国料理業生活衛生同業組合連合会会長                   |
| 経済界 （製造業・サービス業）             | 御手洗冨士夫                       | 日本経済団体連合会会長                                 |
| 経済界 （製造業・サービス業）             | 和地孝                             | テルモ会長                                             |
| 消費者・子育て・女性労働                  | 阿南久                             | 全国消費者団体連絡会事務局長                           |
| 消費者・子育て・女性労働                  | 岩田喜美枝                         | 資生堂副社長                                           |
| 消費者・子育て・女性労働                  | 奥山千鶴子                         | びーのびーの理事長                                     |
| 消費者・子育て・女性労働                  | 近藤英明                           | 日本商工会議所理事                                     |
| 消費者・子育て・女性労働                  | 佐野真理子                         | 主婦連合会事務局長                                     |
| 消費者・子育て・女性労働                  | 原早苗                             | 金融オンブズネット代表                                 |
| 消費者・子育て・女性労働                  | 樋口恵子                           | 高齢社会をよくする女性の会理事長                       |